# 해리 홀먼
해리 홀먼(Harry Holman, 1862년 3월 15일 ~ 1947년 5월 3일)은 미국의 배우이다.

## 영화
- 위드아웃 레저베이션스 (1946년) - 개스 스테이션 어텐던트 역
- 웨어 두 위 고 프럼 히어? (1945년)
- 허스 투 홀드 (1943년)
- 수줍은 독신남 (1942년)
- 맨파워 (1941년)
- 존 도우를 찾아서 (1941년)
- 무법자 제시 제임스 (1939년)
- 브로드웨이 멜로디 오브 1938 (1937년)
- 에브리 나잇 앤 에이트 (1935년)
- 바르바리 해안 (1935년)
- 여인네들 (1934년)
- 하드 투 핸들 (1933년)
- 로마 스캔달 (1933년)
- 어느 박람회장에서 생긴 일 (1933년)
- 올리버 트위스트 (1933년)
- 미국의 광기 (1932년)
- 허 매제스티, 러브 (1931년)